# Кубок мира по конькобежному спорту среди юниоров
Кубок мира по конькобежному спорту среди юниоров — серия зимних спортивных соревнований по конькобежному спорту, проводимых под эгидой Международной федерации конькобежцев с сезона 2008—2009 годов. Первоначально проводились в индивидуальном зачёте на отдельных дистанциях (для девушек — 500 м, 1000 м, 1500 м и 3000 м, для юношей — 500 м, 1000 м, 1500 м и 3000 м/5000 м) и в командных гонках. С сезона 2011/2012 годов определяется победитель в масс-старте (8 для девушек и 12 кругов для юношей). С сезона 2013/2014 годов проводятся соревнования в командном спринте (забеги на три круга). Итоговые результаты командных гонок объединены с результатами командного спринта. С 2014/2015 забеги в командных гонках проводятся на 10 кругов и для юношей и для девушек.
В ноябре 2011 года итоги Кубка мира использовались в качестве составной части квалификации на Зимние юношеские Олимпийские игры 2012 года.
Для участия в Кубке мира спортсмену не должно исполниться 19 лет.

## Победители

### Девушки
| Сезон   | 500 м            | 1000 м              | 1500 м              | 3000 м               | Масс-старт        | Командная гонка  | Командный спринт |
| ------- | ---------------- | ------------------- | ------------------- | -------------------- | ----------------- | ---------------- | ---------------- |
| 2008/09 | Ольга Фаткулина  | Роксанне ван Хемерт | Роксанне ван Хемерт | Ивонне Наута         | не проводились    | Нидерланды       | не проводились   |
| 2009/10 | Екатерина Айдова | Екатерина Айдова    | Лотте ван Бек       | Ирен Схаутен         | не проводились    | Нидерланды       | не проводились   |
| 2010/11 | Екатерина Айдова | Лотте ван Бек       | Пин Кёлстра         | Пин Кёлстра          | не проводились    | Япония           | не проводились   |
| 2011/12 | Летиция де Йонг  | Антоинетте де Йонг  | Пин Кёлстра         | Пак То Ён            | Пак То Ён         | Республика Корея | не проводились   |
| 2012/13 | Ванесса Биттнер  | Ванесса Биттнер     | Рейна Анема         | Яде ван дер Молен    | Ванесса Биттнер   | Нидерланды       | не проводились   |
| 2013/14 | Ванесса Биттнер  | Мелисса Вейфье      | Мелисса Вейфье      | Мелисса Вейфье       | Ванесса Биттнер   | Нидерланды       | Нидерланды       |
| 2014/15 | Дарья Качанова   | Тесса Богард        | Мелисса Вейфье      | Мелисса Вейфье       | Саннеке де Нелинг | Республика Корея | Республика Корея |
| 2015/16 | Дарья Качанова   | Рио Ямада           | Мэй Хань            | Пак Чи У             | Аяно Сато         | Нидерланды       | Нидерланды       |
| 2016/17 | Дарья Качанова   | Дарья Качанова      | Санне Ин 'т Хоф     | Санне Ин 'т Хоф      | Чон Ми Рён        | не проводилась   | Нидерланды       |
| 2017/18 | Фемке Бёлинг     | Ютта Лердам         | Ютта Лердам         | Йой Бёне             | Лаура Певери      | Нидерланды       | Нидерланды       |
| 2018/19 | Мишель де Йонг   | Робин Грот          | Паулин Верхар       | Паулин Верхар        | Лаура Певери      | Нидерланды       | Нидерланды       |
| 2019/20 | Маррит Фледдерус | Маррит Фледдерус    | Мерел Конейн        | Робин Грот           | Лаура Певери      | Нидерланды       | Нидерланды       |
| 2020/21 | не проводился    | не проводился       | не проводился       | не проводился        | не проводился     | не проводился    | не проводился    |
| 2021/22 | Пин Смит         | Пин Смит            | Алина Дауранова     | Эвелин Вейн          | Пак Че Вон        | Нидерланды       | Нидерланды       |
| 2022/23 | Пин Герсман      | Алина Дауранова     | Кан Су Мин          | Яде Груневауд        | Хлое Хогендорн    | Нидерланды       | Нидерланды       |
| 2023/24 | Юнг Хуэй Дань    | Мейке Вен           | Мейке Вен           | Аврора Гринден Лёвас | Чо Со Ён          | Нидерланды       | Нидерланды       |
| 2024/25 | Юнг Хуэй Дань    | Ханна Мазур         | Еаннине Роснер      | Еаннине Роснер       | Ханна Мазур       | Нидерланды       | Нидерланды       |

### Юноши
| Сезон   | 500 м             | 1000 м            | 1500 м               | 3000/5000 м         | Масс-старт       | Командная гонка  | Командный спринт |
| ------- | ----------------- | ----------------- | -------------------- | ------------------- | ---------------- | ---------------- | ---------------- |
| 2008/09 | Ян Дальдосси      | Ян Дальдосси      | Пим Каземир          | Пим Каземир         | не проводились   | Германия         | не проводились   |
| 2009/10 | Алексей Бондарчук | Алексей Бондарчук | Кьетил Стиансен      | Франк Германс       | не проводились   | Нидерланды       | не проводились   |
| 2010/11 | Ким Сон Гю        | Маурисе Вринд     | Маурисе Вринд        | Франк Германс       | не проводились   | Нидерланды       | не проводились   |
| 2011/12 | Ким У Джин        | Ким У Джин        | Томас Крол           | Томас Крол          | Кай Вербей       | Республика Корея | не проводились   |
| 2012/13 | Дарсил Эссамбо    | Кай Вербей        | Ян Фань              | Андреа Джованнини   | Гербен Йорритсма | Италия           | не проводились   |
| 2013/14 | Дай Дай Нтаб      | Арвин Вейсман     | Патрик Руст          | Патрик Руст         | Армин Хагер      | Нидерланды       | Нидерланды       |
| 2014/15 | Михаил Казелин    | Весли Дейс        | Патрик Руст          | Патрик Руст         | Патрик Руст      | Республика Корея | Республика Корея |
| 2015/16 | Виктор Муштаков   | Виктор Муштаков   | Марсел Боскер        | Марсел Боскер       | Марсел Боскер    | Нидерланды       | Нидерланды       |
| 2016/17 | Ян Тао            | Цзинь Яньань      | О Хён Мин            | Марвин Талсма       | О Хён Мин        | не проводилась   | Норвегия         |
| 2017/18 | Руслан Захаров    | Руслан Захаров    | Франческо Бетти      | Франческо Бетти     | Габриль Одор     | Россия           | Россия           |
| 2018/19 | Артём Арефьев     | Сергей Логинов    | Хальгейр Энгебротен  | Хальгейр Энгебротен | Ивес Вергер      | Россия           | Россия           |
| 2019/20 | Чо Сан Хёк        | Чо Сан Хёк        | Педер Конгсхёуг      | Даниил Алдошкин     | Цубаса Хорикава  | Япония           | Япония           |
| 2020/21 | не проводился     | не проводился     | не проводился        | не проводился       | не проводился    | не проводился    | не проводился    |
| 2021/22 | Юп Веннемарс      | Юп Веннемарс      | Тим Принс            | Сигурд Хенриксен    | Ян Хо Чжун       | Нидерланды       | Нидерланды       |
| 2022/23 | Ку Кён Мин        | Никита Важенин    | Эмиль Педерсен Матре | Стейн ван де Бюнт   | Каспар Норберг   | Польша           | Польша           |
| 2023/24 | Ку Кён Мин        | Исса Гунджи       | Финн Зоннекальб      | Методей Йилек       | Методей Йилек    | Нидерланды       | Нидерланды       |
| 2024/25 | Чо Ён Джун        | Финн Зоннекальб   | Финн Зоннекальб      | Матс Бендейк        | Юн Джи Хо        | Нидерланды       | Нидерланды       |